# Palpada pygolampus
Palpada pygolampus là một loài ruồi trong họ Ruồi giả ong (Syrphidae). Loài này được Macquart mô tả khoa học đầu tiên năm 1842. Palpada pygolampus phân bố ở vùng Tân Nhiệt đới